# موشي بن عطار
موشي بن عطار (توفي عام 1725م) تاجر ودبلوماسي يهودي مغربي، شغل منصب الناجيد وخازن بيت مال السلطان المولى إسماعيل.

## مسيرته
من عائلة سلاوية اشتهرت بالتجارة، هرب أسلافهم من إسبانيا بسبب محاكم التفتيش. وكان والده قد قضى جزء من حياته في مكناس حيث توفي عام 1701م. قام موشي بإدارة الأعمال التجارية الواسعة الخاصّة بالأسرة. فسطع نجمه في أوساط التجار اليهود، فاستقطبه المخزن، فعمل مستشاراً لنائب السلطان في تارودانت، ثم انتقل لمكناس حيث بدأ يزود القصر بالمجوهرات، وعُيِّن خازناً لدى السلطان مولاي إسماعيل (تذكره المصادر الإنجليزية باسم Treasurer of His Imperial Majesty) في بداية القرن الثامن عشر. سنة 1721م وقع معاهدة مع الإنجليز، باسم السلطان، بعد أن طلبت منه إنجلترا التوسط بينها وبين المغرب. وفي اتفاقية السلام هذه استطاع موشي إضافة فقرة تنص على حق اليهود المغاربة المستقرين في الإمبراطورية البريطانية في إنشاء محاكمهم الخاصة، يُحاكَموا فيها حسب شريعتهم اليهودية. حيث كان في نفس الوقت يشغل منصب النجيد ، وهو رئيس الطائفة اليهودية بالمغرب، خلفاً لوالده. وبلغت قوته أن جعل الموانئ المغربية تقفل يوم السبت احتراما للطقوس اليهودية.
كثرت التقارير القادمة من الدول الأوربية حول موشي، هددت بعضها بأنها ستتعقبه حتى في المغرب، الأمر الذي جعل السلطان ينتبه إلى وضعه ويحقق معه، فوُجهت إلى موشي فيما بعد اتهامات الاختلاس مستغلا وضعه المتميز لدى البلاط السلطاني، فحكم عليه بالإعدام، دفع بسبب ذلك غرامة باهظة للسلطان ليتجنب القتل. وخلفه شقيقه إبراهيم في منصب رئيس اليهود، أما شقيقه الآخر يعقوب فقد عُيِّن حاكماً على ميناء تطوان. ولا يزال منزل موشي بن عطار بمدينة بسلا «دار بن عطار» قائما ليومنا هذا وسط حومة باب احساين، حيث تحول إلى مدرسة للبنات.